# Liste des conseillers exécutifs de Corse
La liste suivante recense l’ensemble des conseillers exécutifs de Corse depuis la création de la fonction de conseiller exécutif à la suite des élections de l’assemblée de Corse de 1992. Il s’agit des membres du conseil exécutif — dont son président — nommés par l’Assemblée dans le cadre de la collectivité territoriale de Corse (entre 1992 et 2017) puis dans celui de la collectivité de Corse à partir de 2018.
Issue d’une loi du 13 mai 1991, dite « statut Joxe », cette charge politique singulière propre à la Corse correspond à la fois à un membre d’un bureau de conseil régional et à celui d’un bureau de conseil départemental dans le droit commun des collectivités territoriales en France depuis l’érection en entité locale unique en 2018. Par convention, le recensement des conseillers exécutifs dans cet article est effectué à chaque ouverture de mandature de l’assemblée de Corse bien que des changements individuels puissent intervenir au cours d’un cycle entre deux élections.
L’actuel collège de conseillers exécutifs, second depuis la mise en place de la collectivité de Corse, est installé le 1er juillet 2021 à la suite des élections de l’assemblée de Corse des 20 et 27 juin 2021. Dirigé par Gilles Simeoni, il se compose de 11 membres.

## Définition
La fonction de conseiller exécutif de Corse — féminisée en conseillère exécutive de Corse — est régie par plusieurs dispositions du Code général des collectivités territoriales.
Depuis le 1er janvier 2018, les articles législatifs portant sur les conseillers exécutifs de Corse sont modifiés au sens de la loi no 2015-991 du 7 août 2015 portant nouvelle organisation territoriale de la République et de l’ordonnance no 2016-1562 du 21 novembre 2016 portant diverses mesures institutionnelles relatives à la collectivité de Corse.

### Élection
À la séance inaugurale suivant une élection de l’assemblée de Corse et après la désignation de sa commission permanente, les conseillers à l’assemblée procèdent à la nomination des membres du conseil exécutif de Corse et de son président. Ceux-ci sont choisis en son sein dans le cadre d’un scrutin de liste bloquée et paritaire dans laquelle le candidat élu en tête de liste devient le président du conseil exécutif.

### Incompatibilité
Bien qu’un conseiller exécutif de Corse soit élu parmi les conseillers à l’assemblée de Corse, le cumul de ces deux mandats est incompatible. Ainsi, dans les sept jours suivant l’élection du conseil exécutif, le conseiller exécutif désigné doit choisir l’une des deux fonctions, choix qu’il notifie au préfet de la collectivité de Corse. À défaut de signification, il devient automatiquement conseiller exécutif de Corse. Les conseillers exécutifs sont remplacés par de nouveaux conseillers à l’assemblée de Corse en respectant la répartition des listes suivant le résultat des élections à l’assemblée.

### Nombre
Le nombre de conseillers exécutifs est fixé à 10 en plus du président.

### Vacance
À la suite de décès ou de démission d’un ou plusieurs membres du conseil exécutif, l’assemblée de Corse procède à une élection pour pourvoir le ou les sièges vacants dans un délai d’un mois.
Si la vacance constatée ne concerne qu’un siège, celui-ci est remplacé suivant les modalités d’élection du président de l’assemblée de Corse. En revanche, si elle intéresse plusieurs sièges, le scrutin qui s’y applique suit les modalités de nomination d’une élection de séance inaugurale (liste paritaire et bloquée).

## Liste des conseils exécutifs

### Collectivité territoriale de Corse (1992-2017)

#### Premier (1992-1998)

##### Élection du premier conseil exécutif de la collectivité territoriale de Corse
L’élection du premier conseil exécutif de la collectivité territoriale de Corse se déroule le 2 avril 1992. Il est conduit par Jean Baggioni.
| Liste          | Premier tour | Premier tour | Deuxième tour | Deuxième tour | Troisième tour | Troisième tour | Situation |
| Liste          | Voix         | %            | Voix          | %             | Voix           | %              | Situation |
| -------------- | ------------ | ------------ | ------------- | ------------- | -------------- | -------------- | --------- |
| Jean Baggioni  |              |              |               |               | 24             | 70,59          | Élue      |
| Edmond Simeoni |              |              |               |               | 10             | 29,41          |           |
|                |              |              |               |               |                |                |           |
| Inscrits       | 51           | 100,00       | 51            | 100,00        | 51             | 100,00         |           |
| Votants        |              |              |               |               |                |                |           |
| Blancs et nuls |              |              |               |               |                |                |           |
| Exprimés       |              |              |               |               | 34             | 100,00         |           |

##### Composition du premier conseil exécutif de la collectivité territoriale de Corse
| Responsabilité                | Identité                     | Parti                            | Parti                                                                                     | Direction d’organisme                     | Domaine de délégation | Autres mandats |
| ----------------------------- | ---------------------------- | -------------------------------- | ----------------------------------------------------------------------------------------- | ----------------------------------------- | --- | --- |
| Président du conseil exécutif | Jean Baggioni                |                                  | Union pour la démocratie française                                                        | Office d’équipement hydraulique           | Aucun | Maire de Ville-di-Pietrabugno (1965-2001) Conseiller général de la Haute-Corse (1973-1994), élu dans le canton de San-Martino-di-Lota Député européen (1994-1999)                         |
| Président du conseil exécutif | Jean Baggioni                | Rassemblement pour la République |                                                                                           | Office d’équipement hydraulique           | Aucun | Maire de Ville-di-Pietrabugno (1965-2001) Conseiller général de la Haute-Corse (1973-1994), élu dans le canton de San-Martino-di-Lota Député européen (1994-1999)                         |
| Conseillers exécutifs         | Jérôme Polverini,            |                                  | Rassemblement pour la République                                                          | Aucune                                    | Plan de développement, schéma d’aménagement, contrat de plan, affaires européennes, programmes communautaires, aménagement du territoire, infrastructures et équipements, développement microrégional, grands équipements énergétiques, statut fiscal | Maire de Pianottoli-Caldarello (1973-2014) Conseiller général de la Corse-du-Sud (1988-2001), élu dans le canton de Figari                                                                |
| Conseillers exécutifs         | Paul Patriarche              |                                  | Aucun                                                                                     | Agence de développement économique        | Finances, économie, industrie, artisanat, commerce, pêche et cultures marines, petits équipements énergétiques et énergies nouvelles, télécommunications et réseau TDF                                                                                | Maire de Novella (1983-2014) Conseiller général de la Haute-Corse (1985-1997), élu dans le canton de Belgodère Député (1997-2002), élu dans la deuxième circonscription de la Haute-Corse |
| Conseillers exécutifs         | François Piazza-Alessandrini |                                  | Rassemblement pour la République                                                          | Office des transports                     | Schéma des transports interdépartementaux, transports ferroviaires, transports aériens et maritimes sur la base de la continuité territoriale | |
| Conseillers exécutifs         | Paul Giacobbi                |                                  | Mouvement des radicaux de gauche Radical Parti radical-socialiste Parti radical de gauche | Office de l’environnement                 | Environnement, prévention des incendies, habitat | Maire de Venaco (1983-2001) Conseiller général de la Haute-Corse (1997-2010), élu dans le canton de Venaco                                                                                |
| Conseillers exécutifs         | Xavier Villanova             |                                  | Comité central bonapartiste                                                               | Agence du tourisme                        | Développement du tourisme | |
| Conseillers exécutifs         | Alexandre Alessandrini       |                                  | Mouvement des radicaux de gauche Radical Parti radical-socialiste Parti radical de gauche | Office du développement agricole et rural | Agriculture et développement durable, forêt, affaires sanitaires et sociales | Maire d’Antisanti (jusqu’en 2008) Conseiller général de la Haute-Corse (1976-2008), élu dans le canton de Vezzani                                                                         |

#### Deuxième (1998-1999)

##### Élection du deuxième conseil exécutif de la collectivité territoriale de Corse
L’élection du deuxième conseil exécutif de la collectivité territoriale de Corse se déroule le 26 mars 1998. Il est conduit par Jean Baggioni.

##### Composition du deuxième conseil exécutif de la collectivité territoriale de Corse
| Responsabilité                | Identité      | Parti | Parti                            | Direction d’organisme | Domaine de délégation | Autres mandats                                                        |
| ----------------------------- | ------------- | ----- | -------------------------------- | --------------------- | --------------------- | --------------------------------------------------------------------- |
| Président du conseil exécutif | Jean Baggioni |       | Rassemblement pour la République |                       |                       | Maire de Ville-di-Pietrabugno (1965-2001) Député européen (1994-1999) |

#### Troisième (1999-2004)

##### Élection du troisième conseil exécutif de la collectivité territoriale de Corse
L’élection du troisième conseil exécutif de la collectivité territoriale de Corse se déroule le 18 mars 1999. Il est conduit par Jean Baggioni,.

##### Composition du troisième conseil exécutif de la collectivité territoriale de Corse
| Responsabilité                | Identité      | Parti | Parti                                                              | Direction d’organisme | Domaine de délégation | Autres mandats |
| ----------------------------- | ------------- | ----- | ------------------------------------------------------------------ | --------------------- | --------------------- | --- |
| Président du conseil exécutif | Jean Baggioni |       | Rassemblement pour la République Union pour un mouvement populaire |                       |                       | Maire de Ville-di-Pietrabugno (1965-2001) Conseiller municipal de Ville-di-Pietrabugno (1965-2014) Député européen (1994-1999) |

#### Quatrième (2004-2010)

##### Élection du quatrième conseil exécutif de la collectivité territoriale de Corse
L’élection du quatrième conseil exécutif de la collectivité territoriale de Corse se déroule le 4 avril 2004. Il est conduit par Ange Santini,.
| Liste          | Premier tour | Premier tour | Deuxième tour | Deuxième tour | Troisième tour | Troisième tour | Situation |
| Liste          | Voix         | %            | Voix          | %             | Voix           | %              | Situation |
| -------------- | ------------ | ------------ | ------------- | ------------- | -------------- | -------------- | --------- |
| Ange Santini   | 22           | 100,00       | 22            | 100,00        | 22             | 100,00         | Élue      |
|                |              |              |               |               |                |                |           |
| Inscrits       | 51           | 100,00       | 51            | 100,00        | 51             | 100,00         |           |
| Votants        | 32           | 62,75        | 32            | 62,75         | 31             | 60,78          |           |
| Blancs et nuls | 10           | 19,61        | 10            | 19,61         | 9              | 17,65          |           |
| Exprimés       | 22           | 43,14        | 22            | 43,14         | 22             | 43,14          |           |

##### Composition du quatrième conseil exécutif de la collectivité territoriale de Corse
| Responsabilité                | Identité                | Parti                             | Parti                             | Direction d’organisme                     | Domaine de délégation | Autres mandats                                                                                           |
| ----------------------------- | ----------------------- | --------------------------------- | --------------------------------- | ----------------------------------------- | --- | --- |
| Président du conseil exécutif | Ange Santini            |                                   | Union pour un mouvement populaire | Aucune                                    | Aucun | Conseiller municipal de Calvi (depuis 1983) Maire de Calvi (1995-2004)                                   |
| Conseillers exécutifs         | José Rossi              |                                   | Aucun                             | Agence de développement économique        | Économie, fiscalité, développement de l’industrie, de l’artisanat et du commerce, développement de la pêche et des cultures marines, liaison emploi-formation, énergie, télécommunications et technologies de l’information | |
| Conseillers exécutifs         | Stéphanie Grimaldi      |                                   | Union pour un mouvement populaire | Office d’équipement hydraulique           | Équipements et ressources hydrauliques, urbanisme, politique de la montagne | Maire de La Porta (2001-2020)                                                                            |
| Conseillers exécutifs         | Antoine Sindali         |                                   | Union pour un mouvement populaire | Office des transports                     | Organisation des transports aériens et maritimes sur la base du principe de continuité territoriale, ports et aéroports, réseau ferré, réseau routier                                                                       | Maire de Corte (2001-2020)                                                                               |
| Conseillers exécutifs         | Jérôme Polverini        |                                   | Union pour un mouvement populaire | Office de l’environnement                 | Environnement, prévention des incendies, élimination des déchets, habitat, logement social, aménagement du territoire | Maire de Pianottoli-Caldarello (1974-2020)                                                               |
| Conseillers exécutifs         | Antoine Giorgi          |                                   | Union pour un mouvement populaire | Agence du tourisme                        | Tourisme, appareil éducatif, enseignement supérieur, formation professionnelle, recherche, langue et culture corses | Maire de Serra-di-Ferro (1989-2020)                                                                      |
| Conseillers exécutifs         | Jean-Claude Bonaccorsi  |                                   | Aucun                             | Office du développement agricole et rural | Agriculture et développement rural, forêt | |
| Conseillers exécutifs         | Simone Guerrini         |                                   | Union pour un mouvement populaire | Aucune                                    | Culture, audiovisuel, patrimoine | Maire d’Urbalacone (2001-2006)                                                                           |
| Conseillers exécutifs         | Sauveur Gandolfi-Scheit |                                   | Aucun                             | Aucune                                    | Jeunesse et sports, action sanitaire et sociale | Maire de Biguglia (1976-2020) Député (2007-2017), élu dans la première circonscription de la Haute-Corse |
| Conseillers exécutifs         | Sauveur Gandolfi-Scheit | Union pour un mouvement populaire |                                   | Aucune                                    | Jeunesse et sports, action sanitaire et sociale | Maire de Biguglia (1976-2020) Député (2007-2017), élu dans la première circonscription de la Haute-Corse |

#### Cinquième (2010-2015)

##### Élection du cinquième conseil exécutif de la collectivité territoriale de Corse
L’élection du cinquième conseil exécutif de la collectivité territoriale de Corse se déroule le 25 mars 2010. Il est conduit par Paul Giacobbi.
| Liste                    | Premier tour | Premier tour | Deuxième tour | Deuxième tour | Troisième tour | Troisième tour | Situation |
| Liste                    | Voix         | %            | Voix          | %             | Voix           | %              | Situation |
| ------------------------ | ------------ | ------------ | ------------- | ------------- | -------------- | -------------- | --------- |
| Paul Giacobbi            | 24           | 61,54        | 24            | 61,54         | 24             | 61,54          | Élue      |
| Jean-Christophe Angelini | 15           | 38,46        | 15            | 38,46         | 15             | 38,46          |           |
|                          |              |              |               |               |                |                |           |
| Inscrits                 | 51           | 100,00       | 51            | 100,00        | 51             | 100,00         |           |
| Votants                  |              |              |               |               |                |                |           |
| Blancs et nuls           |              |              |               |               |                |                |           |
| Exprimés                 | 39           | 76,47        | 39            | 76,47         | 39             | 76,47          |           |

##### Composition du cinquième conseil exécutif de la collectivité territoriale de Corse
| Responsabilité                | Identité              | Parti | Parti                   | Direction d’organisme                                              | Domaine de délégation | Autres mandats |
| ----------------------------- | --------------------- | ----- | ----------------------- | ------------------------------------------------------------------ | --- | --- |
| Président du conseil exécutif | Paul Giacobbi         |       | Parti radical de gauche | Aucune                                                             | Aucun | Conseiller municipal de Venaco (1983-2020) Conseiller général de la Haute-Corse (1997-2010), élu dans le canton de Venaco Président du conseil général de la Haute-Corse (1998-2010) Député (2002-2017), élu dans la deuxième circonscription de la Haute-Corse |
| Président du conseil exécutif | Paul Giacobbi         | Aucun |                         | Aucune                                                             | Aucun | Conseiller municipal de Venaco (1983-2020) Conseiller général de la Haute-Corse (1997-2010), élu dans le canton de Venaco Président du conseil général de la Haute-Corse (1998-2010) Député (2002-2017), élu dans la deuxième circonscription de la Haute-Corse |
| Conseillers exécutifs         | Jean Zuccarelli       |       | Parti radical de gauche | Agence de développement économique                                 | Formation professionnelle, nouvelles technologies et suivi de la conférence de coordination du Grand-Bastia | Conseiller municipal de Bastia (depuis 2008) |
| Conseillers exécutifs         | Vanina Pieri          |       | Corse social-démocrate  | Agence du tourisme                                                 | Suivi de la conférence de coordination pour le Grand-Ajaccio | |
| Conseillers exécutifs         | Marie-Thérèse Olivesi |       | Aucun                   | Office du développement agricole et rural (2010)                   | Forêts territoriales | Maire de San-Nicolao (depuis 2007) |
| Conseillers exécutifs         | Paul-Marie Bartoli    |       | Parti radical de gauche | Office des transports                                              | Transports ferroviaires, infrastructures portuaires et aéroportuaires | Maire de Propriano (de 2001 à 2014 et depuis 2014) Conseiller général de la Corse-du-Sud (2004-2010), élu dans le canton d’Olmeto |
| Conseillers exécutifs         | Emmanuelle de Gentili |       | Parti socialiste        | Office d’équipement hydraulique                                    | Université, recherche, enseignement supérieur, relations avec l’Union européenne et coopération interrégionale | Conseillère municipale de Bastia |
| Conseillers exécutifs         | Pierre Ghionga        |       | Aucun,                  | Office de l’environnement                                          | Conférence de coordination pour la Haute-Corse et langue corse | Conseiller général puis départemental de la Haute-Corse (2001-2017), élu dans le canton de Corte |
| Conseillers exécutifs         | Maria Guidicelli      |       | Aucun                   | Aucun                                                              | Plan de développement durable de la Corse, plan interdépartemental d’élimination des déchets ménagers et assimilés, logement, questions foncières, politiques sociales et sanitaires et énergie                                                                                         | Conseillère municipale d’Ajaccio (jusqu’en 2020) |
| Conseillers exécutifs         | Jean-Louis Luciani    |       | Parti radical de gauche | Aucun (2010) Office du développement agricole et rural (2010-2015) | Finances, budget, commission d’appel d’offres, constructions publiques, suivi du plan exceptionnel d’investissement et suivi de la conférence de coordination pour la Corse-du-Sud, politiques éducatives liées à l’Éducation nationale et à l’entretien des bâtiments qui y concourent | Conseiller général de la Corse-du-Sud (2000-2014), élu dans le canton d’Ajaccio-7 Conseiller municipal d’Afa (2014-2020) |

#### Sixième (2015-2017)

##### Élection du sixième conseil exécutif de la collectivité territoriale de Corse
L’élection du sixième conseil exécutif de la collectivité territoriale de Corse se déroule le 17 décembre 2015. Il est conduit par Gilles Simeoni.
| Liste            | Premier tour | Premier tour | Deuxième tour | Deuxième tour | Troisième tour | Troisième tour | Situation |
| Liste            | Voix         | %            | Voix          | %             | Voix           | %              | Situation |
| ---------------- | ------------ | ------------ | ------------- | ------------- | -------------- | -------------- | --------- |
| Gilles Simeoni   | 24           | 66,67        | 24            | 66,67         | 24             | 66,67          | Élue      |
| Maria Guidicelli | 12           | 33,33        | 12            | 33,33         | 12             | 33,33          |           |
|                  |              |              |               |               |                |                |           |
| Inscrits         | 51           | 100,00       | 51            | 100,00        | 51             | 100,00         |           |
| Votants          | 40           | 78,43        | 40            | 78,43         | 40             | 78,43          |           |
| Blancs et nuls   | 4            | 7,84         | 4             | 7,84          | 4              | 7,84           |           |
| Exprimés         | 36           | 70,59        | 36            | 70,59         | 36             | 70,59          |           |

##### Composition du sixième conseil exécutif de la collectivité territoriale de Corse
| Responsabilité                | Identité                    | Parti | Parti          | Direction d’organisme                                         | Domaine de délégation | Autres mandats                                                                                          |
| ----------------------------- | --------------------------- | ----- | -------------- | ------------------------------------------------------------- | --- | --- |
| Président du conseil exécutif | Gilles Simeoni              |       | Femu a Corsica | Aucune                                                        | Sport, jeunesse, santé, social, finances et gestion du personnel | Conseiller municipal de Bastia (depuis 2008) Maire de Bastia (2014-2016)                                |
| Conseillers exécutifs         | Fabienne Giovannini         |       | Femu a Corsica | Agence d’aménagement durable, de planification et d’urbanisme | Énergie, air, climat, mise en œuvre du PADDUC, aménagement du territoire, accompagnement de la politique foncière, commission départementale de la Corse-du-Sud, conseil des sites pour les dossiers relevant de l’AAUC, suivi du GECT PIMBB | |
| Conseillers exécutifs         | Agnès Simonpietri           |       | Aucun          | Office de l’environnement                                     | Agenda 21 territorial (Corsica 21), plan de prévention et de gestion des déchets non dangereux et autres plans déchets | |
| Conseillers exécutifs         | Jean-Félix Acquaviva        |       | Femu a Corsica | Office des transports                                         | Infrastructures routières, portuaires, aéroportuaires et ferroviaires | Maire de Lozzi (2008-2017) Député (depuis 2017), élu dans la deuxième circonscription de la Haute-Corse |
| Conseillers exécutifs         | Xavier Luciani              |       | Femu a Corsica | Office d’équipement hydraulique                               | Langue corse, schéma d’aménagement et de gestion des eaux | Conseiller municipal de Ghisonaccia (depuis 2008)                                                       |
| Conseillers exécutifs         | Josepha Giacometti          |       | Corsica Libera | Aucune                                                        | Culture, patrimoine, éducation, formation, enseignement supérieur et recherche | |
| Conseillers exécutifs         | Jean-Christophe Angelini    |       | Femu a Corsica | Agence de développement économique Office foncier             | Économie numérique et outils financiers de la plateforme Corse Financement | Conseiller municipal de Porto-Vecchio (depuis 2014)                                                     |
| Conseillers exécutifs         | Marie-Antoinette Maupertuis |       | Femu a Corsica | Agence du tourisme                                            | Affaires européennes, présidence du Pré-COREPA, comité de suivi des programmes européens, stratégie de spécialisation intelligente et d’innovation                                                                                           | |
| Conseillers exécutifs         | François Sargentini         |       | Corsica Libera | Office du développement agricole et rural                     | Forêts territoriales, autorité de paiement FEADER, relations avec les groupes d’actions locales (GAL) et commission départementale de coopération intercommunale de la Haute-Corse                                                           | Conseiller municipal de Tralonca (depuis 2014)                                                          |

### Collectivité de Corse (depuis 2018)
| Sommaire : | - Premier (2018-2021) - Second (depuis 2021) |

#### Premier (2018-2021)

##### Élection du premier conseil exécutif de la collectivité de Corse
L’élection du premier conseil exécutif de la collectivité de Corse se déroule le 2 janvier 2018. Il est conduit par Gilles Simeoni.
| Liste          | Tour unique | Tour unique | Situation |
| Liste          | Voix        | %           | Situation |
| -------------- | ----------- | ----------- | --------- |
| Gilles Simeoni | 42          | 100,00      | Élue      |
|                |             |             |           |
| Inscrits       | 63          | 100,00      |           |
| Votants        | 63          | 100,00      |           |
| Blancs et nuls | 21          | 33,33       |           |
| Exprimés       | 42          | 66,67       |           |

##### Composition du premier conseil exécutif de la collectivité de Corse
| Responsabilité                | Identité                    | Parti | Parti                      | Direction d’organisme                             | Domaine de délégation | Autres mandats                                      |
| ----------------------------- | --------------------------- | ----- | -------------------------- | ------------------------------------------------- | --- | --------------------------------------------------- |
| Président du conseil exécutif | Gilles Simeoni              |       | Femu a Corsica             | Aucune                                            | Aucun | Conseiller municipal de Bastia (depuis 2008)        |
| Conseillers exécutifs         | Marie-Antoinette Maupertuis |       | Femu a Corsica             | Agence du tourisme                                | Affaires européennes et internationales, politique publique de l’innovation et stratégie de spécialisation intelligente                                         |                                                     |
| Conseillers exécutifs         | Jean-Christophe Angelini    |       | Partitu di a Nazione Corsa | Agence de développement économique Office foncier | Aucun | Conseiller municipal de Porto-Vecchio (depuis 2014) |
| Conseillers exécutifs         | Josepha Giacometti          |       | Corsica Libera             | Aucune                                            | Enseignement secondaire, enseignement supérieur et recherche, formation professionnelle et apprentissage, action culturelle, patrimoine culturel et audiovisuel |                                                     |
| Conseillers exécutifs         | François Sargentini         |       | Corsica Libera             | Office de l’environnement                         | Aucun | Conseiller municipal de Tralonca (depuis 2014)      |
| Conseillers exécutifs         | Vanina Borromei             |       | Partitu di a Nazione Corsa | Office des transports                             | Transports |                                                     |
| Conseillers exécutifs         | Jean Biancucci              |       | Femu a Corsica             | Agence d’urbanisme, d’aménagement et de l’énergie | Aucun | Maire de Cuttoli-Corticchiato (depuis 2011)         |
| Conseillers exécutifs         | Bianca Fazi                 |       | Femu a Corsica             | Aucune                                            | Social et santé |                                                     |
| Conseillers exécutifs         | Xavier Luciani              |       | Partitu di a Nazione Corsa | Office d’équipement hydraulique                   | Politique de la langue corse | Conseiller municipal de Ghisonaccia (depuis 2008)   |
| Conseillers exécutifs         | Lauda Guidicelli            |       | Femu a Corsica             | Aucune                                            | Jeunesse, sports et égalité femmes-hommes | Conseillère municipale de Bastia (depuis 2014)      |
| Conseillers exécutifs         | Lionel Mortini              |       | Aucun                      | Office du développement agricole et rural         | Aucun | Maire de Belgodère (depuis 2001)                    |

#### Second (depuis 2021)

##### Élection du second conseil exécutif de la collectivité de Corse
L’élection du second conseil exécutif de la collectivité de Corse se déroule le 1er juillet 2021. Il est conduit par Gilles Simeoni.
| Liste              | Tour unique | Tour unique | Situation |
| Liste              | Voix        | %           | Situation |
| ------------------ | ----------- | ----------- | --------- |
| Gilles Simeoni     | 32          | 65,31       | Élue      |
| Laurent Marcangeli | 17          | 34,69       |           |
|                    |             |             |           |
| Inscrits           | 63          | 100,00      |           |
| Votants            | 50          | 79,37       |           |
| Blancs et nuls     | 1           | 1,59        |           |
| Exprimés           | 49          | 100,00      |           |

##### Composition du second conseil exécutif de la collectivité de Corse
| Responsabilité                | Identité             | Parti | Parti          | Direction d’organisme                             | Domaine de délégation                                                          | Autres mandats                                      |
| ----------------------------- | -------------------- | ----- | -------------- | ------------------------------------------------- | ------------------------------------------------------------------------------ | --------------------------------------------------- |
| Président du conseil exécutif | Gilles Simeoni       |       | Femu a Corsica | Aucune                                            | Aucun                                                                          | Conseiller municipal de Bastia (depuis 2008)        |
| Conseillers exécutifs         | Bianca Fazi          |       | Femu a Corsica | Aucune                                            | Social et santé                                                                |                                                     |
| Conseillers exécutifs         | Guy Armanet          |       | Femu a Corsica | Office de l’environnement                         | Aucun                                                                          | Maire de Santa-Maria-di-Lota (depuis 2008)          |
| Conseillers exécutifs         | Lauda Guidicelli     |       | Femu a Corsica | Aucune                                            | Jeunesse, sports, égalité femmes-hommes, vie associative et innovation sociale | Conseillère municipale de Bastia (depuis 2014)      |
| Conseillers exécutifs         | Julien Paolini       |       | Femu a Corsica | Agence d’urbanisme, d’aménagement et de l’énergie | Aucun                                                                          | Maire de Pietroso (depuis 2020)                     |
| Conseillers exécutifs         | Angèle Bastiani      |       | Femu a Corsica | Agence du tourisme                                | Aucun                                                                          | Maire de L’Île-Rousse (depuis 2020)                 |
| Conseillers exécutifs         | Alex Vinciguerra     |       | Femu a Corsica | Agence de développement économique                | Aucun                                                                          |                                                     |
| Conseillers exécutifs         | Flora Mattei         |       | Femu a Corsica | Office des transports                             | Aucun                                                                          |                                                     |
| Conseillers exécutifs         | Gilles Giovannangeli |       | Femu a Corsica | Office d’équipement hydraulique                   | Aucun                                                                          |                                                     |
| Conseillers exécutifs         | Antonia Luciani      |       | Femu a Corsica | Aucune                                            | Culture, patrimoine, éducation et formation                                    |                                                     |
| Conseillers exécutifs         | Dominique Livrelli   |       | Femu a Corsica | Office du développement agricole et rural         | Aucun                                                                          | Conseiller municipal de Bastelicaccia (depuis 2008) |